# Keely Hodgkinson
Keely Hodgkinson (Wigan, 3 de marzo de 2002) es una deportista británica que compite en atletismo, especialista en las carreras de mediofondo.
Participó en dos Juegos Olímpicos de Verano, obteniendo dos medallas, plata en Tokio 2020 y oro en París 2024, ambas en la prueba de 800 m.
Ganó dos medallas de plata en el Campeonato Mundial de Atletismo, en los años 2022 y 2023, dos medallas de oro en el Campeonato Europeo de Atletismo, en los años 2022 y 2024, y dos medallas de oro en el Campeonato Europeo de Atletismo en Pista Cubierta, en los años 2021 y 2023.
En 2025 fue nombrada miembro de la Orden del Imperio Británico (MBE).

## Palmarés internacional
| Juegos Olímpicos                     | Juegos Olímpicos        | Juegos Olímpicos | Juegos Olímpicos |
| Año                                  | Lugar                   | Medalla          | Prueba           |
| ------------------------------------ | ----------------------- | ---------------- | ---------------- |
| 2020                                 | Tokio (Japón)           | Medalla de plata | 800 m            |
| 2024                                 | París (Francia)         | Medalla de oro   | 800 m            |
| Campeonato Mundial                   |                         |                  |                  |
| Año                                  | Lugar                   | Medalla          | Prueba           |
| 2022                                 | Eugene (Estados Unidos) | Medalla de plata | 800 m            |
| 2023                                 | Budapest (Hungría)      | Medalla de plata | 800 m            |
| Campeonato Europeo                   |                         |                  |                  |
| Año                                  | Lugar                   | Medalla          | Prueba           |
| 2022                                 | Múnich (Alemania)       | Medalla de oro   | 800 m            |
| 2024                                 | Roma (Italia)           | Medalla de oro   | 800 m            |
| Campeonato Europeo en Pista Cubierta |                         |                  |                  |
| Año                                  | Lugar                   | Medalla          | Prueba           |
| 2021                                 | Toruń (Polonia)         | Medalla de oro   | 800 m            |
| 2023                                 | Estambul (Turquía)      | Medalla de oro   | 800 m            |